# Estação Ferraz de Vasconcelos
A Estação Ferraz de Vasconcelos é uma estação ferroviária, pertencente à Linha 11–Coral da CPTM, localizada no município de Ferraz de Vasconcelos.

## História
A estação foi construída pela Fazenda Santa Branca, proprietária da empresa Romanópolis e entregue à EFCB em 29 de julho de 1926. A estação foi batizada com o nome de Ferraz de Vasconcelos, em homenagem à José Ferraz de Vasconcellos, chefe do 2º distrito de tráfego da EFCB, morto em 1924. A estação deu origem ao município homônimo, e em 1944 recebe uma nova edificação, que foi reformada e entregue pela RFFSA em 27 de agosto de 1984. Em 1994 a estação é repassada à CPTM.

### Projeto
A CPTM está realizando a modernização de suas linhas, em que está incluída a reconstrução da estação Ferraz de Vasconcelos. Em meados de 2011 foi construída uma estação provisória que logo em setembro do mesmo ano já estava funcionando e a antiga foi demolida meses depois, porém, a obra da nova estação ficou 1 ano praticamente paralisada..
A estação provisória, construída ao lado de um córrego, foi alvo de reclamações por irregularidades em normas técnicas, como tamanho dos degraus, escadas com grandes extensões, passarela e plataformas de madeira. Inicialmente, a data de entrega da nova estação estava prevista para o fim de 2012, mas a CPTM somente a inaugurou em 26 de agosto de 2015, após três anos de atraso.

## Toponímia
José Ferraz de Vasconcellos nasceu em Carangola, Minas Gerais em 1880. Ingressou na Estrada de Ferro Central do Brasil onde exerceu vários cargos, principalmente no 2º Distrito de Tráfego (São Paulo). Morreu em 1924, aos 44 anos, quando estava à frente do 2º Distrito de Tráfego. Em sua homenagem, a estação construída no então distrito de Mogi das Cruzes recebeu o seu nome.

## Características
| Sigla | Estação               | Inauguração         | Integração                                            | Plataformas | Posição    | Notas                                                            |
| ----- | --------------------- | ------------------- | ----------------------------------------------------- | ----------- | ---------- | ---------------------------------------------------------------- |
| FVC   | Ferraz de Vasconcelos | 29 de julho de 1926 | Bilhete Único da SPTrans Bilhete Ônibus Metropolitano | Central     | Superfície | Construída originalmente pela EFCB Prédio reconstruído pela CPTM |

## Diagrama da estação
|  | ↑ a ↑ |

| 1 |

|  | ↓ b ↓ |

|  | ↑ a ↑ |

| 1 |

|  | ↓ b ↓ |

|  | ↑ a ↑ |

| 1 |

|  | ↓ b ↓ |

|  | ↑ a ↑ |

| 1 |

|  | ↓ b ↓ |